# William M. Brashear
William Matt Brashear (* 5. September 1946 in Ithaca; † 2. Februar 2000 in Spencer) war ein deutsch-amerikanischer Papyrologe.
William M. Brashear studierte Klassische Philologie in den Vereinigten Staaten, in Rom und in Berlin. Von 1971 bis 1981 war er Forschungsstipendiat am Ägyptischen Museum in Berlin-Charlottenburg und seit 1981 bis zu seinem Tod Direktor der Papyrusabteilung Berlin (West).
Zu Brashears Forschungsschwerpunkten zählten die griechischen magischen Papyri. Sein Beitrag in der Buchreihe Aufstieg und Niedergang der römischen Welt (ANRW) gilt heute in der Papyrologie als Standardwerk zu diesem Thema.

## Schriften
- Ptolemäische Urkunden. Berlin 1980 (BGU XIV).
- Vereine im griechisch-römischen Ägypten. Konstanz 1993 (Xenia 34).
- The Greek Magical Papyri: an Introduction and Survey; Annotated Bibliography (1928–1994). In: Aufstieg und Niedergang der römischen Welt. Band II 18, 5 (1995), S. 3380–3684.
- Wednesday's Child is Full of Woe, or, The seven deadly sins and some more too! (Another Apotelesmatikon: P. Med. inv. 71.58), Nilus Band 1, Wien 1998.

| Personendaten    | Personendaten                               |
| ---------------- | ------------------------------------------- |
| NAME             | Brashear, William M.                        |
| ALTERNATIVNAMEN  | Brashear, William Matt (vollständiger Name) |
| KURZBESCHREIBUNG | deutsch-amerikanischer Papyrologe           |
| GEBURTSDATUM     | 5. September 1946                           |
| GEBURTSORT       | Ithaca                                      |
| STERBEDATUM      | 2. Februar 2000                             |
| STERBEORT        | Spencer                                     |